# Јасна Котеска
Јасна Котеска (мк. Јасна Котеска; Скопље, 1970) македонска је теоретичарка књижевности и књижевница. Професорка је књижевности, теоријске психоанализе и студија рода на Филолошком факултету Универзитета у Скопљу.

## Биографија
Котеска је кћерка македонског песника Јована Котеског. Студирала је и магистрирала (1999) књижевност у Скопљу и студије рода у Будимпешти (2000). Докторирала је 2002. године књижевност у Скопљу дисертацијом: „Модели женског писања у савременој македонској књижевности” (мкд. Моделите на женското писмо во современата македонска книжевност). Ради у областима теоријске психоанализе (Фројд, Лакан, Кристева, Клајн), књижевне теорије и студија рода и у широком спектру тема: интимност, санитарност, траума, понављање, минијатуризација, као и филозофија и књижевност 19. века, комунизам, рана психоанализа. Котеска је објавила више од 200 радова у часописима у земљи и иностранству и неколико књига, међу којима и: „Постмодернистички литературни студии”, „Македонско женско писмо”, „Санитарна енигма” и „Комунистичка интима”. Њени теоријски текстови преведени су на словеначки, бугарски, енглески, немачки, мађарски, словачки, српски, албански, турски, грчки, румунски и друге језике. Европска асоцијација писаца је уврстила њену књигу „Комунистичка интима” (објављена на енглеском 2014) у Финеганову листу 30 књига за 2015. годину.

## Изабрана библиографија
- Kierkegaard on Consumerism, Trinity College, University of Toronto and Central European Research Institute Soeren Kierkegaard, Toronto - Ljubljana. 2016.  9781988129020.
- Фројдовска читанка: Рана психоанализа 1893-1899, Култура, Скопље. 2013.  9789989327193.
- Комунистичка интима, Темплум, Скопље. 2008.  9789989189418.
- Санитарна енигма, Темплум, Скопље. 2006.  978-9989-902-87-1.
- Македонско женско писмо, Македонска книга, Скопље. 2003.  978-9989-46-047-0.
- Постмодернистички литературни студии Македонска книга, Скопље. 2002.  978-9989-46-019-7.